# Apoprionospio caspersi
Apoprionospio caspersi är en ringmaskart som först beskrevs av Laubier 1962.  I den svenska databasen Dyntaxa används istället namnet Prionospio caspersi. Enligt Catalogue of Life ingår Apoprionospio caspersi i släktet Apoprionospio och familjen Spionidae, men enligt Dyntaxa är tillhörigheten istället släktet Prionospio och familjen Spionidae. Arten har ej påträffats i Sverige. Inga underarter finns listade i Catalogue of Life.